# Sphaerodactylus
Sphaerodactylus es un género de reptiles escamosos pertenecientes a la familia Sphaerodactylidae. Contiene numerosas especies (cerca de un centenar).
Hay representantes en el continente americano y las islas cercanas.
Son todos animales pequeños (incluyendo el miembro más pequeño de los gecos en la actualidad, Sphaerodactylus ariasae, descubierto recientemente y cuyo tamaño es inferior a los 2 cm), con un hocico en punta y delgado. La mayoría de los reptiles son terrestres y nocturnos,y  se alimentan de insectos.

## Especies
Se reconocen las siguientes:
- Sphaerodactylus alphus[4] McCranie & Hedges, 2013
- Sphaerodactylus altavelensis Noble & Hassler, 1933
- Sphaerodactylus argivus Garman, 1888
- Sphaerodactylus argus Gosse, 1850
- Sphaerodactylus ariasae Hedges & Thomas, 2001
- Sphaerodactylus armasi Schwartz & Garrido, 1974
- Sphaerodactylus armstrongi (Noble & Hassler, 1933)
- Sphaerodactylus asterulus Schwartz & Graham, 1980
- Sphaerodactylus beattyi Grant, 1937
- Sphaerodactylus becki Schmidt, 1919
- Sphaerodactylus bromeliarum Peters & Schwartz, 1977
- Sphaerodactylus caicosensis Cochran, 1934
- Sphaerodactylus callocricus Schwartz, 1976
- Sphaerodactylus celicara Garrido & Schwartz, 1982
- Sphaerodactylus cinereus Wagler, 1830
- Sphaerodactylus clenchi Shreve, 1968
- Sphaerodactylus cochranae Ruibal, 1946
- Sphaerodactylus continentalis[5]  Werner, 1896
- Sphaerodactylus copei Steindachner, 1867
- Sphaerodactylus corticola Garman, 1888
- Sphaerodactylus cricoderus Thomas, Hedges & Garrido, 1992
- Sphaerodactylus cryphius Thomas & Schwartz, 1977
- Sphaerodactylus darlingtoni Shreve, 1968
- Sphaerodactylus difficilis Barbour, 1914
- Sphaerodactylus dimorphicus Fong & Diaz, 2004
- Sphaerodactylus docimus Schwartz & Garrido, 1985
- Sphaerodactylus dunni Schmidt, 1936
- Sphaerodactylus elasmorhynchus Thomas, 1966
- Sphaerodactylus elegans Macleay, 1834
- Sphaerodactylus elegantulus Barbour, 1917
- Sphaerodactylus epiurus Thomas & Hedges, 1993
- Sphaerodactylus fantasticus Duméril & Bibron, 1836
- Sphaerodactylus gaigeae Grant, 1932
- Sphaerodactylus gilvitorques Cope, 1862
- Sphaerodactylus glaucus Cope, 1866
- Sphaerodactylus goniorhynchus Cope, 1895
- Sphaerodactylus graptolaemus Harris & Kluge, 1984
- Sphaerodactylus guanajae[5]  McCranie & Hedges, 2012
- Sphaerodactylus heliconiae Harris, 1982
- Sphaerodactylus homolepis Cope, 1886
- Sphaerodactylus inaguae Noble & Klingel, 1932
- Sphaerodactylus intermedius Barbour & Ramsden, 1919
- Sphaerodactylus kirbyi Lazell, 1994
- Sphaerodactylus klauberi Grant, 1931
- Sphaerodactylus ladae Thomas & Hedges, 1988
- Sphaerodactylus lazelli Shreve, 1968
- Sphaerodactylus leonardovaldesi[5]  McCranie & Hedges, 2012
- Sphaerodactylus leucaster (Schwartz, 1973)
- Sphaerodactylus levinsi Heatwole, 1968
- Sphaerodactylus lineolatus Lichtenstein & Von Martens, 1856
- Sphaerodactylus macrolepis Günther, 1859
- Sphaerodactylus mariguanae Cochran, 1934
- Sphaerodactylus microlepis Reinhardt & Lütken, 1862
- Sphaerodactylus micropithecus Schwartz, 1977
- Sphaerodactylus millepunctatus Hallowell, 1861
- Sphaerodactylus molei Boettger, 1894
- Sphaerodactylus monensis Meerwarth, 1901
- Sphaerodactylus nicholsi Grant, 1931
- Sphaerodactylus nigropunctatus Gray, 1845
- Sphaerodactylus notatus Baird, 1859
- Sphaerodactylus nycteropus Thomas & Schwartz, 1977
- Sphaerodactylus ocoae Schwartz & Thomas, 1977
- Sphaerodactylus oliveri Grant, 1944
- Sphaerodactylus omoglaux Thomas, 1982
- Sphaerodactylus oxyrhinus (Gosse, 1850)
- Sphaerodactylus pacificus Stejneger, 1903
- Sphaerodactylus parkeri Grant, 1939
- Sphaerodactylus parthenopion Thomas, 1965
- Sphaerodactylus parvus King, 1962
- Sphaerodactylus perissodactylius Thomas & Hedges, 1988
- Sphaerodactylus phyzacinus Thomas, 1964
- Sphaerodactylus pimienta Thomas, Hedges & Garrido, 1998
- Sphaerodactylus plummeri Thomas & Hedges, 1992
- Sphaerodactylus poindexteri[4] McCranie & Hedges, 2013
- Sphaerodactylus ramsdeni Ruibal, 1959
- Sphaerodactylus randi Shreve, 1968
- Sphaerodactylus rhabdotus Schwartz, 1970
- Sphaerodactylus richardi Hedges & Garrido, 1993
- Sphaerodactylus richardsonii Gray, 1845
- Sphaerodactylus roosevelti Grant, 1931
- Sphaerodactylus rosaurae Parker, 1940
- Sphaerodactylus ruibali Grant, 1959
- Sphaerodactylus sabanus Cochran, 1938
- Sphaerodactylus samanensis Cochran, 1932
- Sphaerodactylus savagei Shreve, 1968
- Sphaerodactylus scaber Barbour & Ramsden, 1919
- Sphaerodactylus scapularis Boulenger, 1902
- Sphaerodactylus schuberti Thomas & Hedges, 1998
- Sphaerodactylus schwartzi Thomas, Hedges & Garrido, 1992
- Sphaerodactylus semasiops Thomas, 1975
- Sphaerodactylus shrevei Lazell, 1961
- Sphaerodactylus siboney Fong & Diaz, 2004
- Sphaerodactylus sommeri Graham, 1981
- Sphaerodactylus sputator (Sparrman, 1784)
- Sphaerodactylus storeyae Grant, 1944
- Sphaerodactylus streptophorus Thomas & Schwartz, 1977
- Sphaerodactylus thompsoni Schwartz & Franz, 1976
- Sphaerodactylus torrei Barbour, 1914
- Sphaerodactylus townsendi Grant, 1931
- Sphaerodactylus underwoodi Schwartz, 1968
- Sphaerodactylus vincenti Boulenger, 1891
- Sphaerodactylus williamsi Thomas & Schwartz, 1983
- Sphaerodactylus zygaena Schwartz & Thomas, 1977